# Ogcodes leptisoma
Ogcodes leptisoma är en tvåvingeart som beskrevs av Evert I. Schlinger 1960. Ogcodes leptisoma ingår i släktet Ogcodes och familjen kulflugor. Inga underarter finns listade i Catalogue of Life.